# Draga Mašin
Draginja "Draga" Obrenović (en alfabet ciríl·lic serbi: Драгиња "Драга" Обреновић; 11 de setembre de 1864 – 11 de juny [C.J. 30 de maig] de 1903), anteriorment Mašin (Машин), fou la reina consort del rei Alexandre Obrenović del Regne de Sèrbia. Havia estat dama de companyia de la mare d'Alexandre, la reina Natalija.

## Primers anys

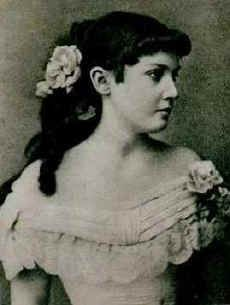
Draga Mašin en la seva joventut (data desconeguda)

Draga (que volia dir "estimada") era la quarta filla de Panta Lunjevica, un alt funcionari serbi, i la seva dona Anđelija (née Koljević). Draga era la sisena de set germans. Tenia dos germans, Nikola i Nikodije, i quatre germanes, Hristina, Đina, Ana i Vojka. La mare de Draga era alcohòlica i el seu pare va morir en un manicomi.
Draga era neta de Nikola Lunjevica, amic íntim del príncep Miloš, el rebesoncle d'Alexandre. La seva àvia materna era Đurđija Čarapić, parenta del voivoda Ilija Čarapić (mort el 1844), marit de Stamenka Karađorđević, filla de Karađorđe Petrović. Quan es va casar amb Alexandre, era vídua de Svetozar Mašin (1851–1886), un enginyer civil txec i tenia dotze anys més que ell.

## Reina

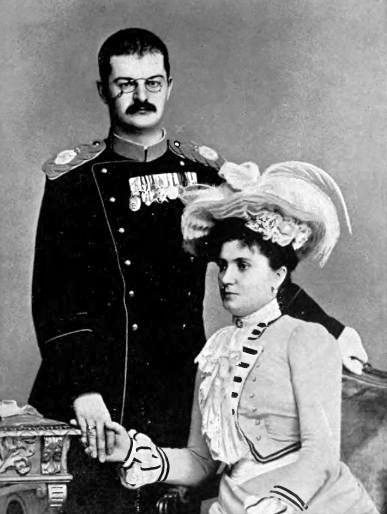
Draga i el rei Alexandre I

La parella es va casar el 5 d'agost de 1900 en una cerimònia formal. Quan Aleksandar va anunciar el seu compromís, l'opinió pública s'hi va oposar. Se'l considerava un ruc enamorat en poder d'una malvada seductora. La reina vídua Natalija es va oposar aferrissadament al casament, i el seu fill la va fer exiliar, en part a causa d'això. Les seves múltiples accions arbitràries i impopulars es van atribuir a la influència de Draga. Hi havia rumors que Aleksandar nomenaria el germà gran de Draga com a hereu al tron. Tots dos germans eren oficials de l'exèrcit en el moment del casament, i sembla que no eren populars entre els altres militars.

## Assassinat
Aquest últim rumor va provocar l'assassinat de la parella reial. La nit del 10 a l'11 de juny de 1903, un grup d'oficials de l'exèrcit van entrar per la força al palau reial, dirigits pel coronel Dragutin Dimitrijević i d'altres. Tropes liderades per altres oficials implicats en la conspiració es van desplegar a l'entorn del palau, i la guàrdia reial no va resistir-se en la confusió posterior a l'apagada de l'enllumenat elèctric de l'edifici. Al principi, els conspiradors no van poder trobar Aleksandar i Draga. No obstant, un ajudant del rei fou capturat i, bé per simpatia per la conspiració, bé tement per la seva vida, va revelar que estaven amagats en un gran armari encastat de la seva habitació.
Una altra explicació diu que Aleksandar no havia tancat prou bé la porta secreta. En sortir-ne a mig vestir, la parella fou assassinada a cops d'espasa i trets de pistola pels oficials, alguns dels quals sembla que estaven borratxos. Els cossos van ser mutilats, i després es van llençar des d'un balcó del palau sobre piles de fems del jardí. Els dos germans de Draga, Nikodije i Nikola, foren afusellats el mateix dia.